# Stadion Zabuthiri
Stadion Zabuthiri – wielofunkcyjny stadion w mieście Naypyidaw w Mjanmie. Jest obecnie używany głównie dla meczów piłki nożnej. Swoje mecze rozgrywa na nim drużyna piłkarska Naypyidaw FC. Stadion może pomieścić 32 000 widzów.